# Väversunda kyrka
Väversunda kyrka är en kyrkobyggnad i Väversunda socken i Vadstena kommun. Den ligger vid foten av Omberg cirka 15 kilometer norr om Ödeshög och 15,5 kilometer sydväst om Vadstena. Kyrkan är ett av Östergötlands bästa exempel på en kyrka från medeltiden.

## Kyrkobyggnaden
Tidigare låg kyrkan vid Tåkerns strand, men då vattennivån sänktes på 1800-talet hamnade sjön längre österut.
Väversunda lilla romanska kyrka består av ett ursprungligen kvadratiskt långhus med lägre och smalare kor med absid i öster samt en senare förlängning av byggnaden västerut, vilken kröns av ett trätorn för kyrkklockorna. Hammarband och vindskivor siras av utskuren ornering i vikingatida former med inslag av romanska stilelement. I nockhörnen finns urtagningar för drakhuvuden. De romanska takstolarna och de elegant ornerade remstyckena och takfotsbrädorna har dendrodaterats till 1160-talet.
I vapenhuset finns en av kyrkans stora sevärdheter, den eleganta trädörren med smide, signerad av mästaren Asmund, vilken framställer korsfästelsen och syndafallet och även är försedd med runinskrifter.
På vinden finns rester av romanska kalkmålningar, vilka kom till innan kyrkan välvdes. De nu synliga romanska kalkmålningarna i absiden kom till under 1200-talet medan barockmålningarna i kor och långhus är från 1600-talet.

## Historik
Nuvarande stenkyrka föregicks med all sannolikhet av en stavkyrka i trä. Från denna finns flera rester av tidigkristna gravmonument, runristade gravlock av en typ som först hittades i Eskilstuna.
Under 1160-talet ersattes stavkyrkan av en absidkyrka i romansk stil, byggd av Ombergs kalksten. Den hade kvadratiskt långhus med små högt sittande fönster, varav ett ännu är kvar på kyrkans norra sida, ett lägre och smalare kor och halvrund absid. Takstolarna var ursprungligen synliga nedifrån men doldes ganska snart av ett plant innertak. Väggarna var rikt dekorerade. Om torn fanns är osäkert. Troligen är kyrkan byggd av socknens storman. Under 1200-talet tillkom romanska kalkmålningar i absiden, och i slutet av 1300-talet slogs valv i kyrkan, troligen med hjälp av mästarna från bygget av Vadstena klosterkyrka.
Ett vapenhus byggdes 1641 framför ingången på södra sidan, år 1660 skaffades en ny dopfunt av vanlig östgötatyp och år 1661 gjordes en del reparationer av snickare Måns i Heleko. En altaruppsats skaffades 1681 av "konstrike mäster Johan i Grenna", det vill säga Johan Werner d.y. Den kostade 200 daler, men endast några fragment är bevarade. Av Johan Werner skaffades åtta år senare också en predikstol. Den hade bilder av Kristus, Johannes, Petrus och Andreas. Från 1600-talet härstammar också dekorationsmålningar i skeppet och i koret.

### En byggnadsbeskrivning från 1700-talet
Carl Fredric Broocman berättar i mitten av 1700-talet: "Kyrkan står på Krono grund, en och 3 ottondedels mil ifrån Wadstena, och 3 ottondedels mil ifrån Moder-Kyrkon (Rogslösa kyrka), vid Sjön Tåkerns Wästra strand, SödOst om Åmberg; och är upmurad af Gråsten samt beprydd med ett nätt af bjälkar byggdt och med bräder betäckt Torn. Med Choret håller hon i längden 34 alnar, och uti bredden 8 och 3 fjerdedels aln. När hon aldraförst blifwit anlagd, therom äges ingen kunnskap; men att hon är tillbyggd uti Kyrkoherdans Plananders tid, wid paß år 1717, therom weta Folk berätta.
Vapnhuset upmurades år 1755. Kyrkan är ganska ljus och beprydd med en Altartafla, som föreställer Christi korßfästelse, och med en af Snickare-Arbete år 1689 upsatt Prädikstol, med Frälsarens, S:t Johannis, Petri och Andree bilder. En gammal Kalk är här, med påskrift, uti Latinska bokstäfwer, så lydande: Sæll ær then menniska wist, Som tror på Jesum Christ, år 1564. Uti åfwannämnde Torn hänga Klockorna, och står på then större följande: In honorem Dei, et emolumentum ecelesiæ in Væfversunda, hæc campana Junecopiæ emta Anno 1704, sub augustissimo Rege Sveciæ, CAROLO XII. [...] Then mindre har alsingen påskrift.
Af gamla Minnes-märken ses uppå Kyrko-dören ett litet aflångt Jern med Munska bokstäfwer inhuggne, så lydande:
|  |                                         |
|  | ASMUNTAR. FEDI. TAUR. DASAR.            |
|  | Thet är: Asmund gjorde thenna Byggnad." |

Kyrkan förlängdes mot väster år 1771 och över tillbyggnaden uppförde byggmästare Bengt Björkman ett trätorn för 150 riksdaler. Under följande året höggs fönstren upp och i tillbyggnaden uppfördes en läktare. Bänkkvarteren fick dörrar med vackra målningar. Kort därefter flyttades klockorna i stapeln till det nya tornet. År 1784 byggde organisten Lars Strömblad, Ödeshög, den första kända piporgeln och 1794 monterades en altardisk.
Under 1800-talet ville man i den protestantiska renlärighetens namn få bort all gammal vidskepelse ur kyrkan. Hela kyrkan vitmenades, så att alla kalkmålningar försvann. Dessutom målades kyrkbänkarna vita. Detta ägde rum i två omgångar, dels 1820 och dels åren 1859–1860. Även en del reparationer gjordes och så skaffade man en ny predikstol.
År 1947 gjordes en omfattande restaurering under ledning av arkitekt Erik Fant. Bland annat har kyrkans gamla gravstenar flyttats tillbaka in i kyrkan och bänkkvarteren har fått nya trägolv med luckor, så att man kan studera det gamla stengolvet därunder. Orgelläktaren har tagits bort och piporgeln ställts upp på ett podium. Kyrkbänkarna har gjorts om, varvid man har behållit de gamla dörrarna. Både altare och predikstol är nya; det äldre altaret har placerats i sakristian. Altartavlan har renoverats. Kalkmålningarna har tagits fram, liksom bänkdörrarnas gamla målning. Kyrkan har fått elektrisk belysning och uppvärmning. Utvändigt har taken på vapenhus och sakristia spånbelagts, samtliga tak tjärats och hela kyrkan målats.
Under restaureringen återfanns kyrkans ursprungliga dopfunt. Den hade använts som stöd under predikstolen. Funten tycks vara tillverkad av samme stenmästare som gjort utsmyckningen på tornet till Heda kyrka. Dopfunten har restaurerats och fått en ny kuppa ritad av Erik Fant.

## Bilder

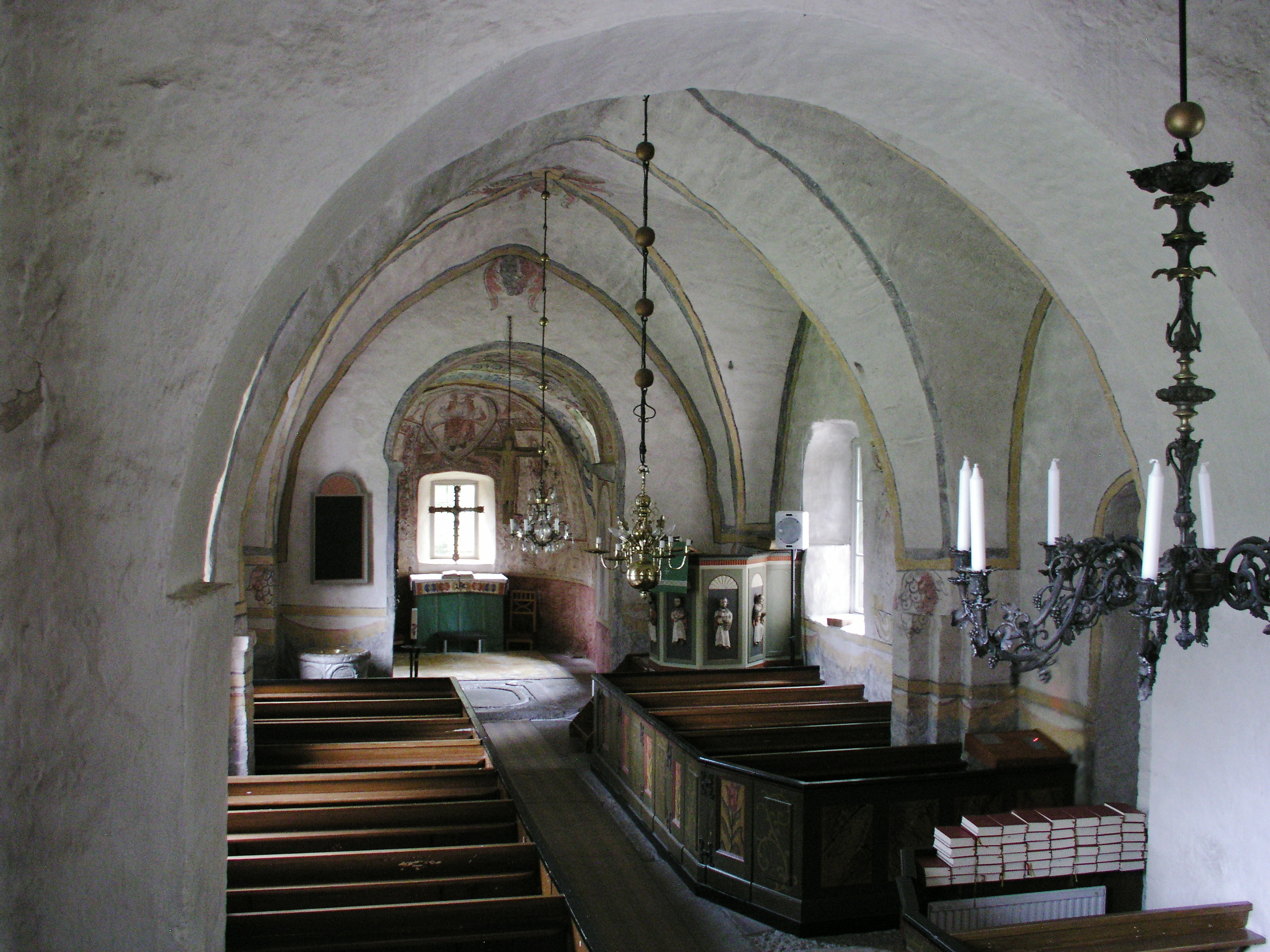
Kyrkorummet mot öster
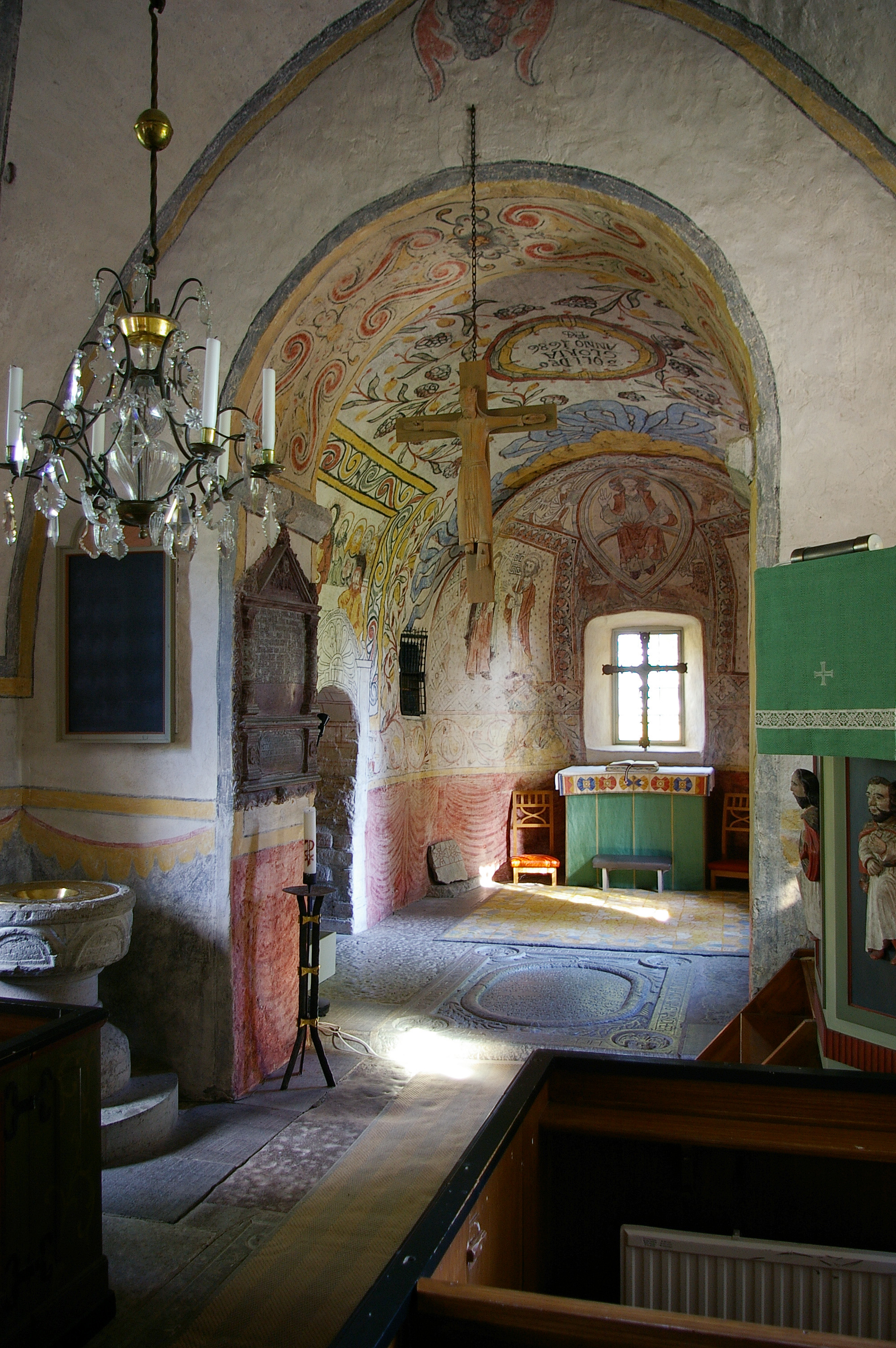
Interiör mot koret
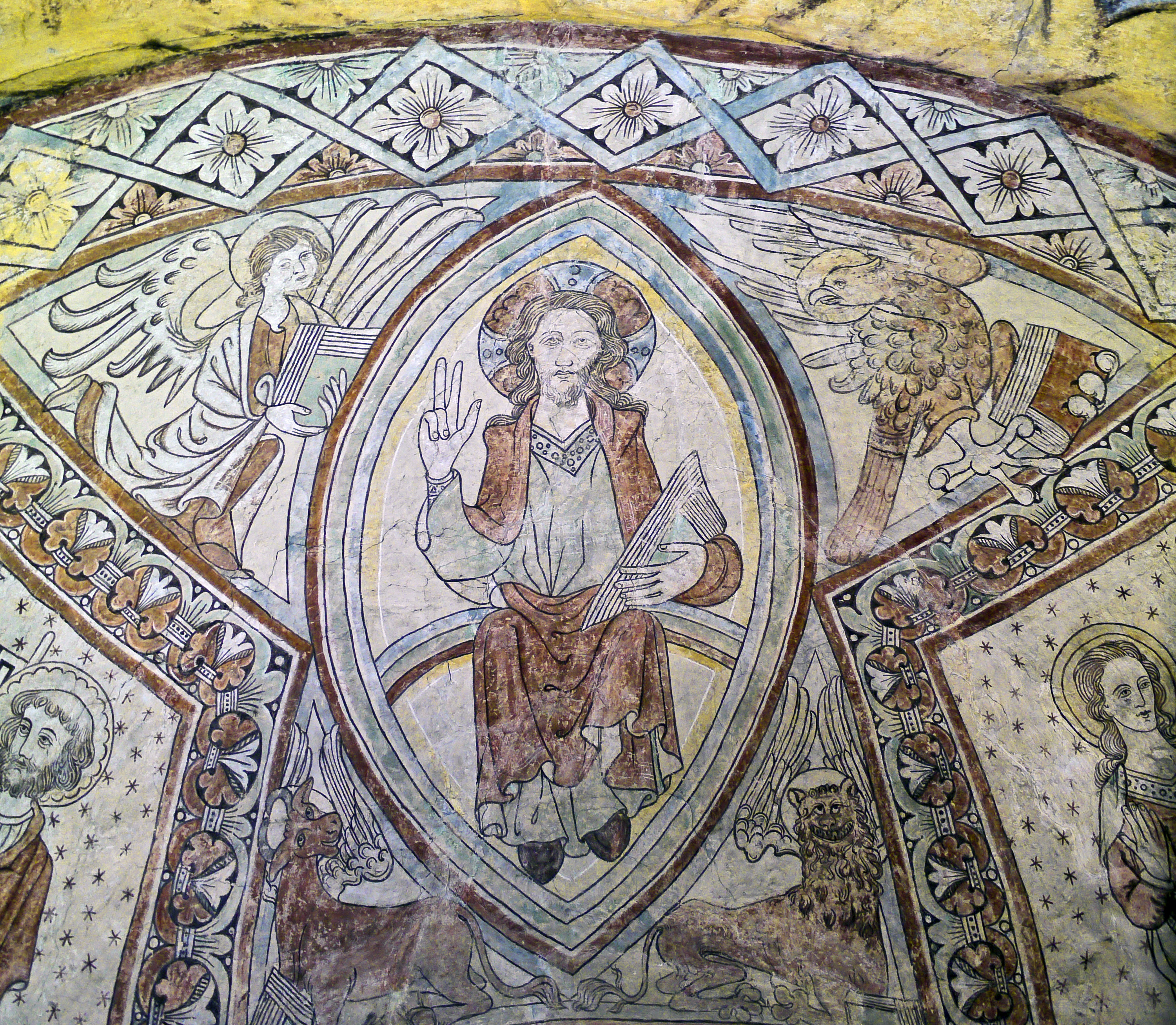
Detaljbild från koret
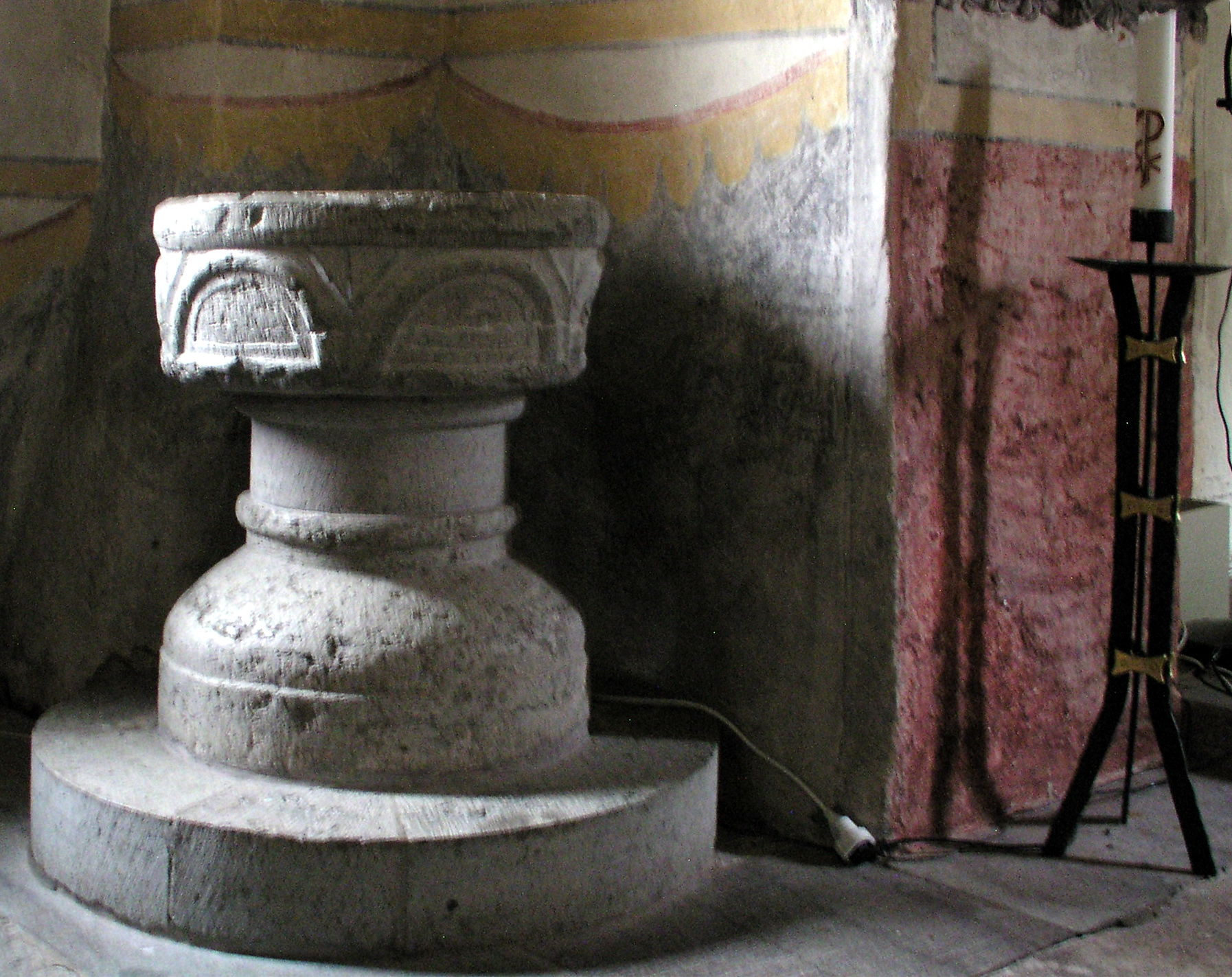
Dopfunt (1200-talet)
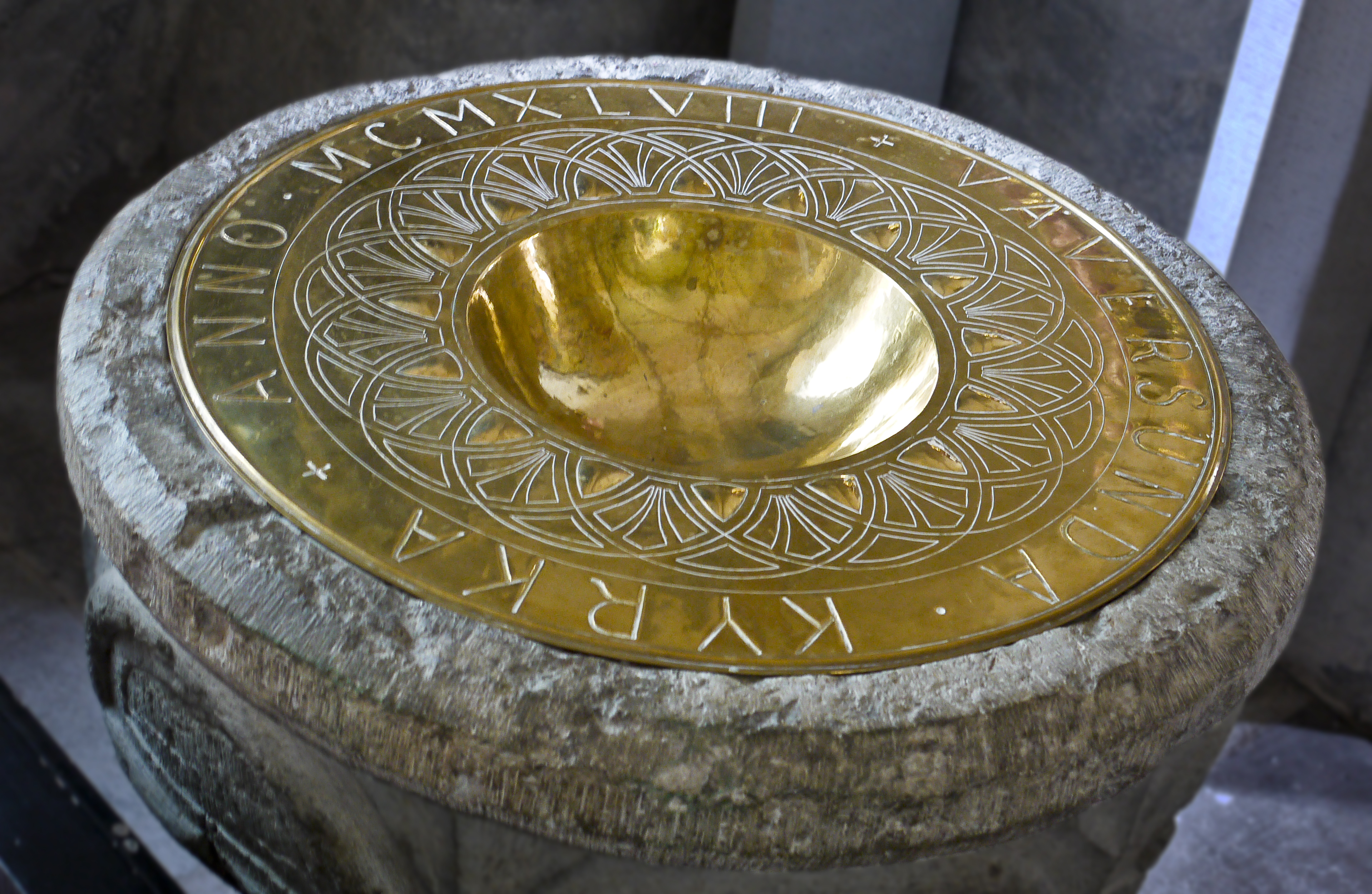
Dopfuntens cuppa, ritad av Erik Fant.
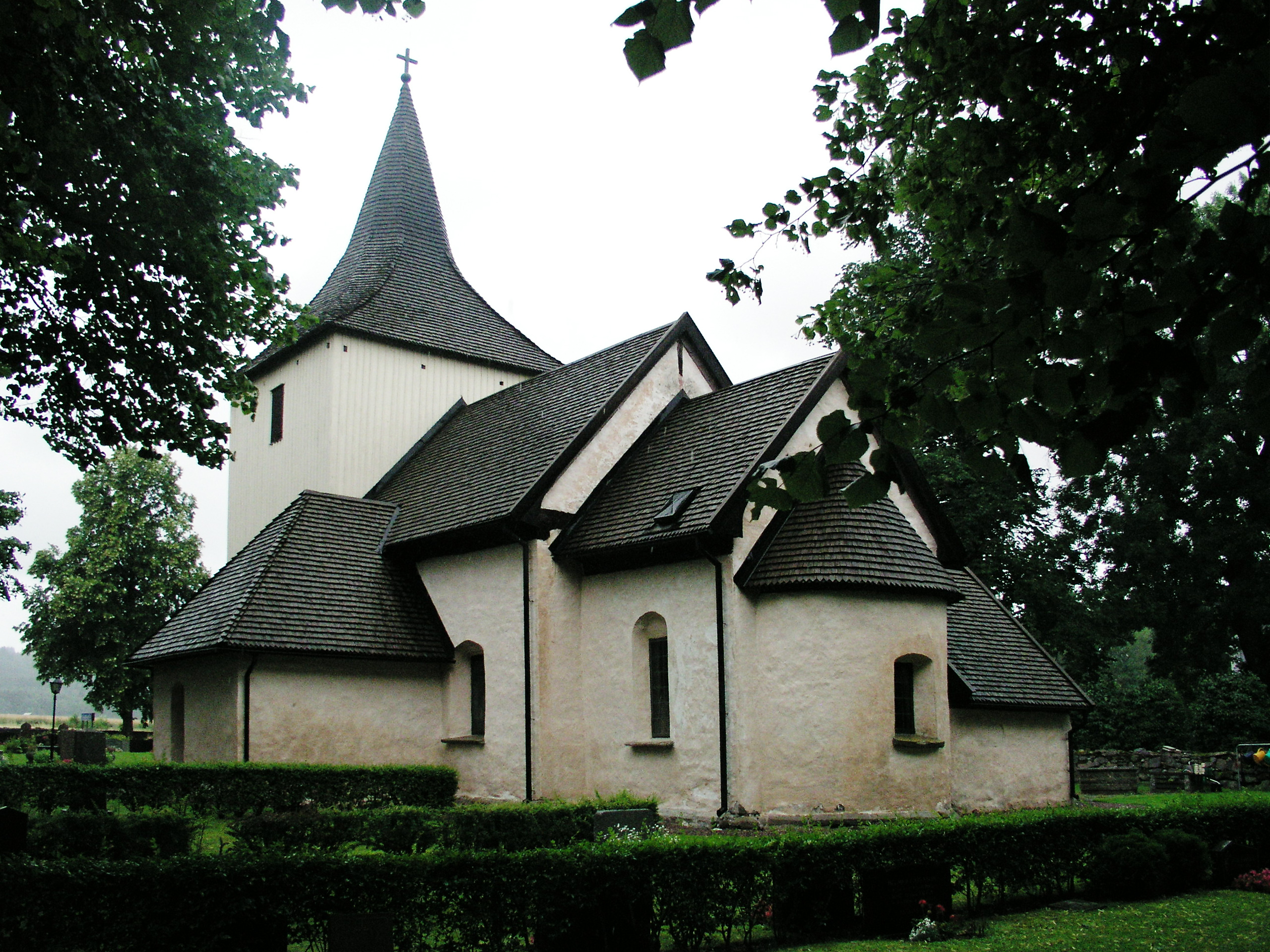
Kyrkan från sydöst
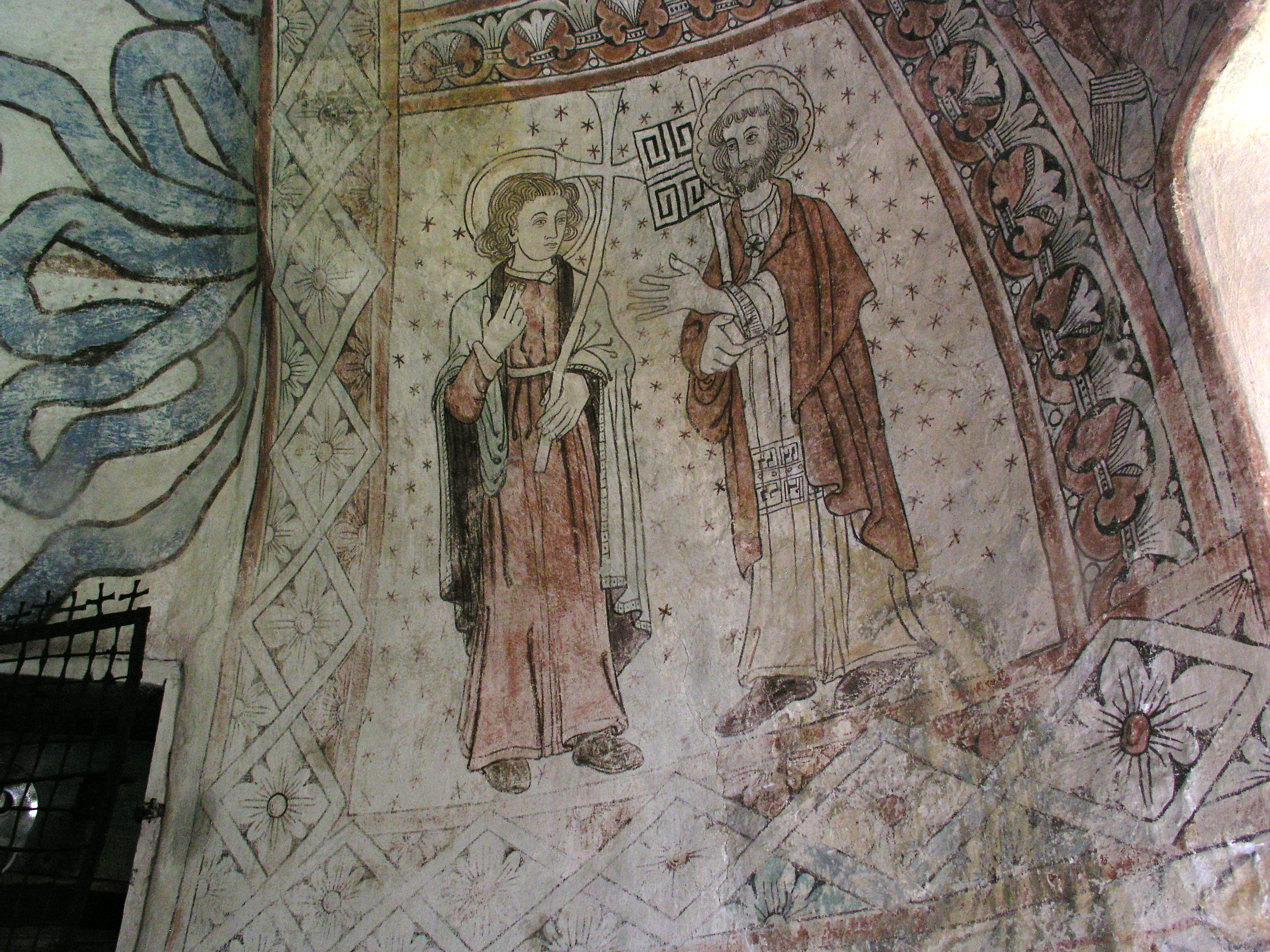
Kalkmålning i absiden (1200-talet)
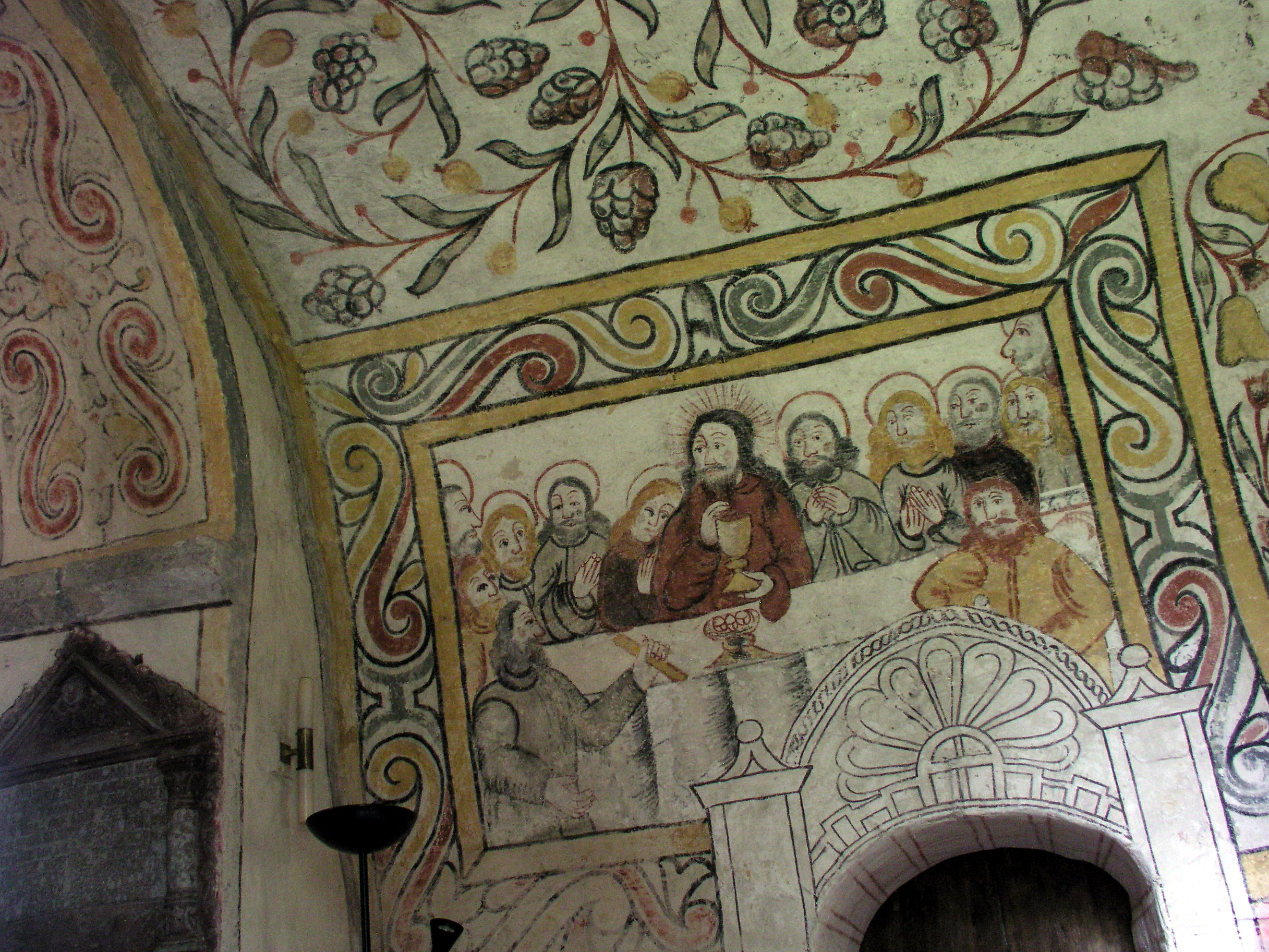
Kalkmålning föreställande sista måltiden (1600-talet)
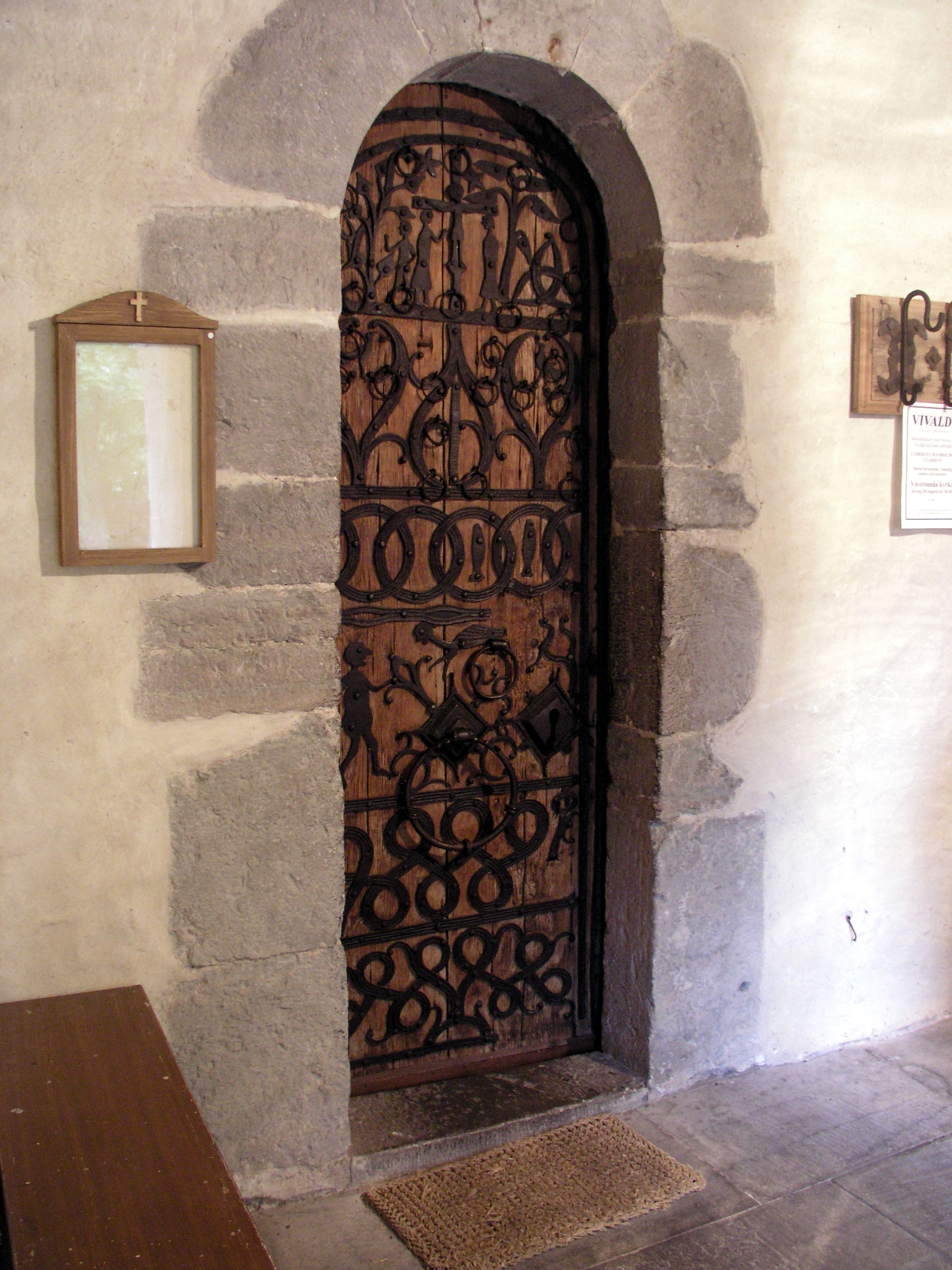
Asmunds dörr
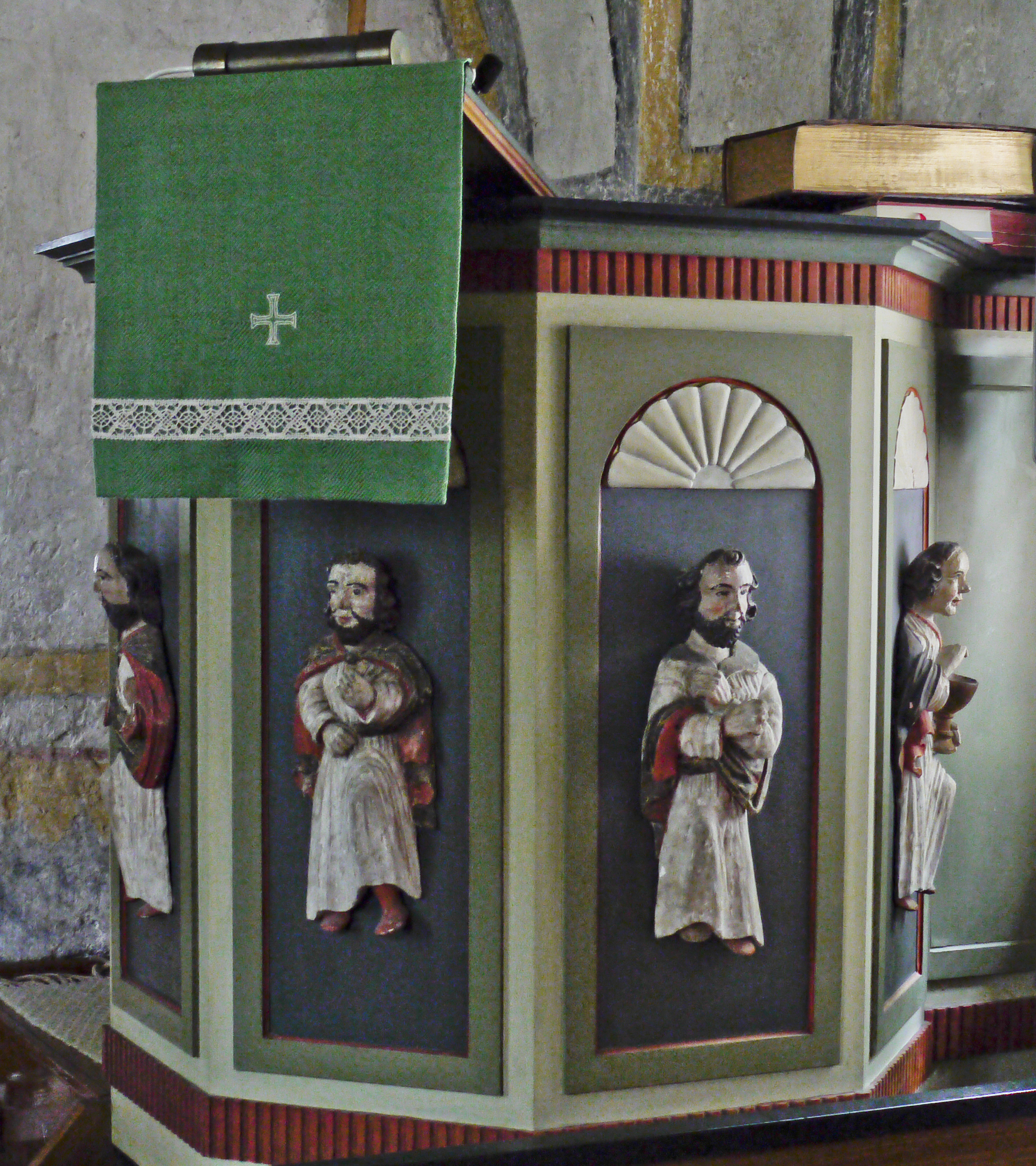
Predikstol (detalj)
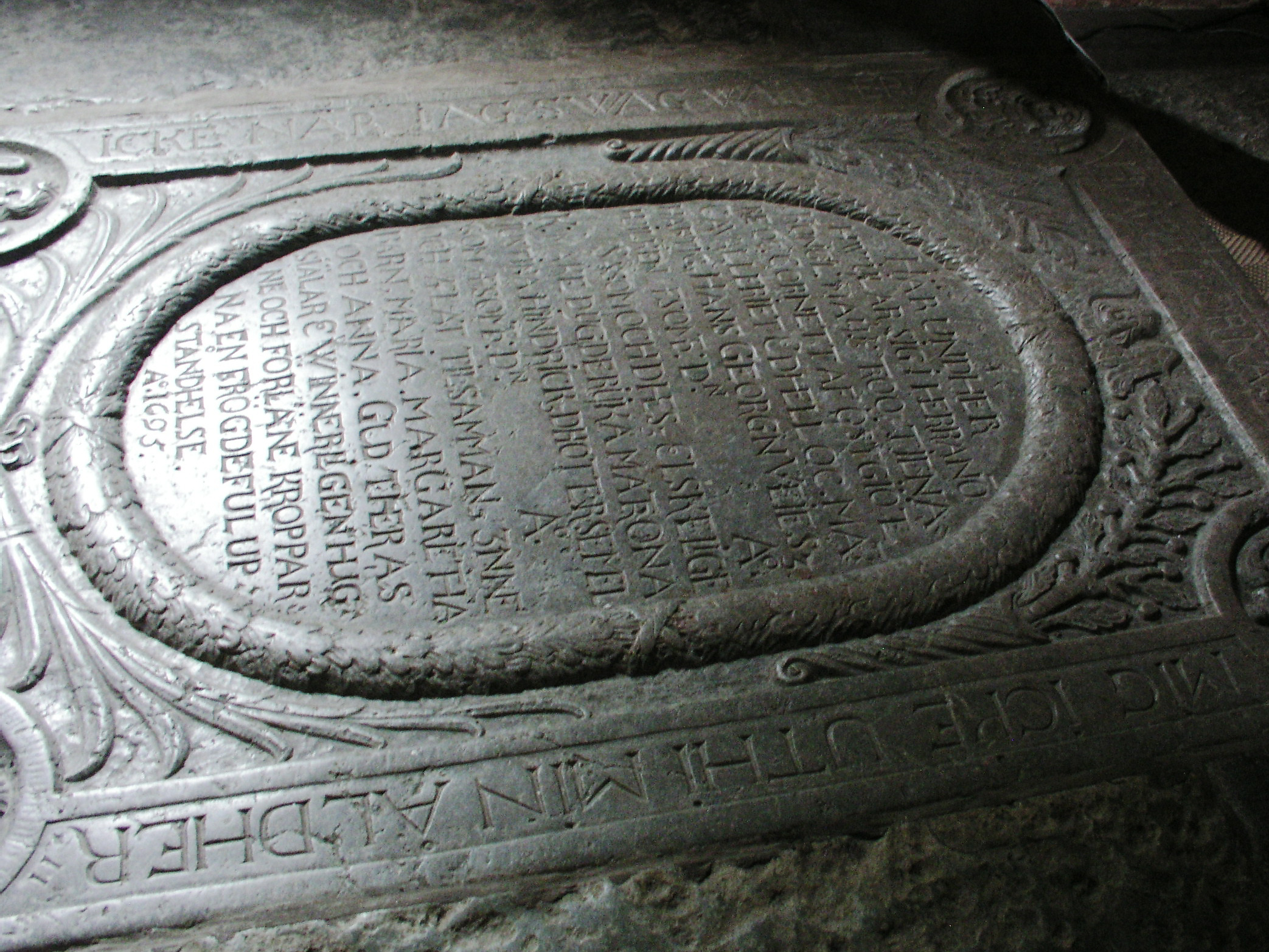
Gravsten i golvet
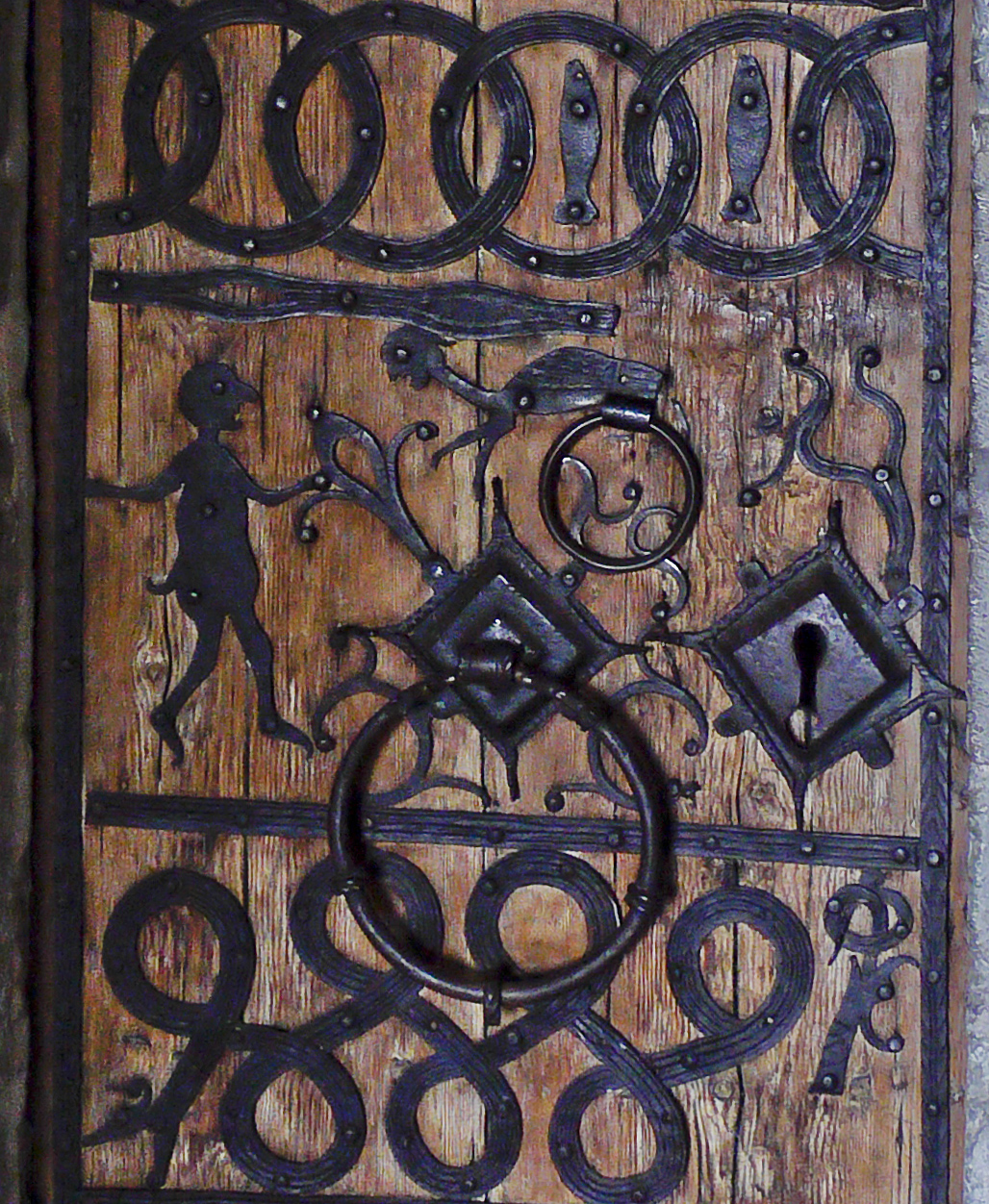
Asmunds dörr, detalj

## Inventarier
- I tornrummet förvaras fragment av tidigkristna gravmonument från träkyrkan på 1100-talet.
- I vapenhuset finns en mycket vacker smidd dörr. Den är samtida med stenkyrkan och signerad i runskrift av Asmund. Dörren har en vikingatida form i det primitiva kärva smidet medan motiven är kristna; syndafallet, försoningsoffret och det eviga livet.
- Dopfunt av kalksten från 1200-talets första hälft. Den återfanns vid 1947 års restaurering som stöd under predikstolen.
- Krucifix av ek från verkstad i Östergötland under mitten av 1400-talet.
- Triumfkrucifix framför koret. Krucifixet föreställer Kristus som konungen, världshärskaren, levande och med krona och konungslig klädsel. Krucifixet är en kopia av ett original, från 1100-talets andra hälft, som finns på Statens historiska museum.
- Kopia av Väversundamadonnan, skapad av skulptören Magnus Persson i Gnesta och färglagd av förste målerikonservator Hans Peter Hedlund vid Riksantikvarieämbetet. Originalet finns på Statens historiska museum. Kopian invigdes trettondag jul år 2007.
- Kalkmålningar från två olika epoker, romanska från 1200-talet i absiden och nyare i barockstil från 1600-talet i skepp och kor.
- Smidesgaller, medeltida, i en korväggsnisch avsedd för förvaring av nattvardskärl.
- Sakristiedörr av ek med stort kolvlås.
- Altartavla från 1681 med skulpterad framställning av Jesu korsfästelse.
- Predikstol från 1947 med bilder av Kristus, Johannes, Petrus och Andreas hämtade från 1689 års predikstol av Johan Werner d.y.
- Storklockan, tillverkad 1704.
- Lillklockan, omgjuten 1803.

## Orgel

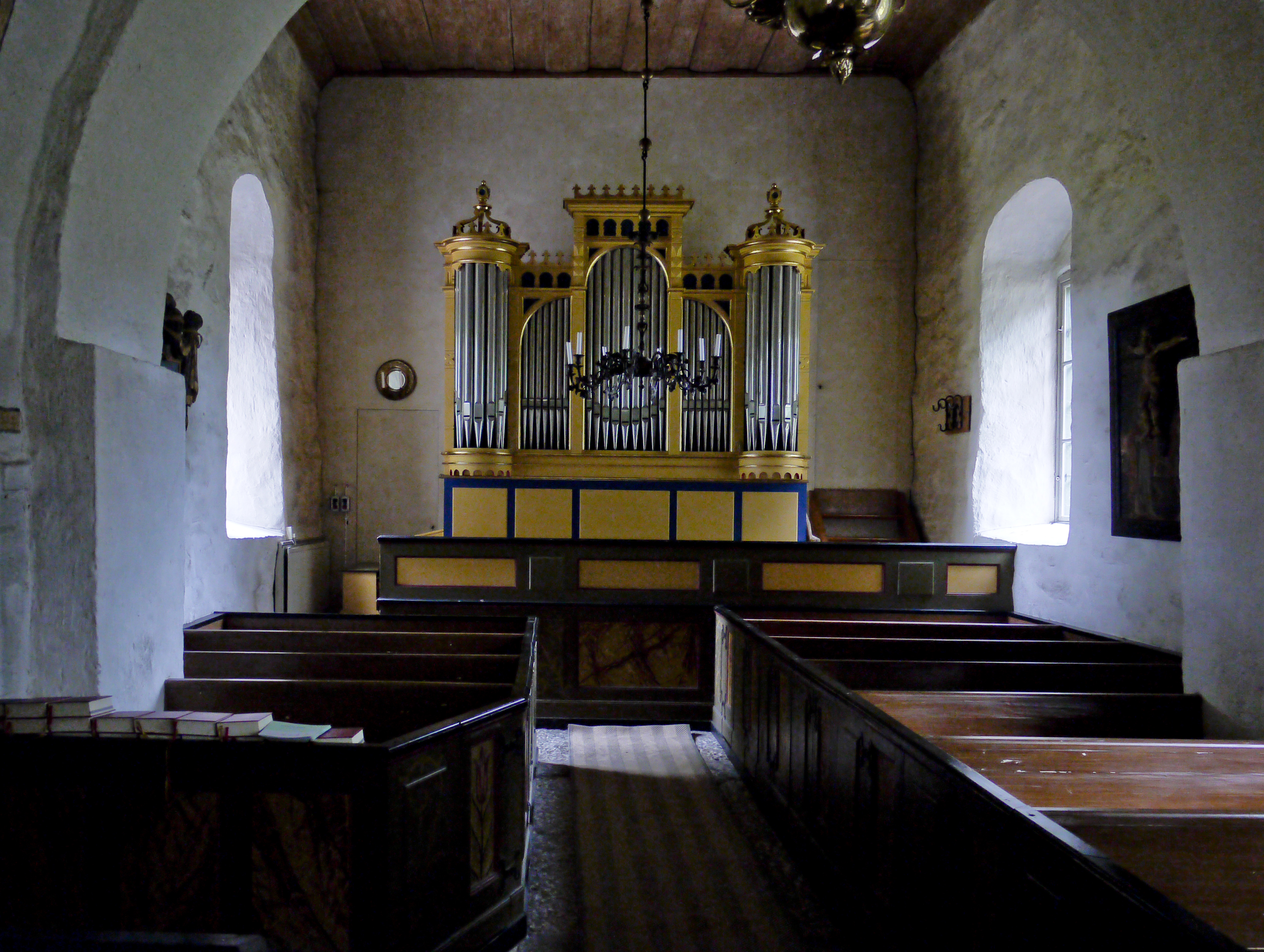
Kyrkorgeln från öster.

- 1784: Organisten och orgelbyggaren Lars Strömblad, Ödeshög (1743-1807), byggde en femstämmig piporgel. Den reparerades 1822.
- 1892: Salomon Molander byggde en mekanisk orgel med ett tonomfång på 54/25.

Nuvarande disposition:
| Manual C-f³         | Pedal C-c¹ | Koppel       |
| Principal 8'        | bihängd    | 4-fotskoppel |
| Rörflöjt 8'         |            |              |
| Octava 4'           |            |              |
| Flûte octaviante 4' |            |              |

### Diskografi
- Pastoral / Beckman, Marie-Louise, orgel. CD. Svenska kyrkan VFCD 002. 2015.

## Minnessten över Berzelius

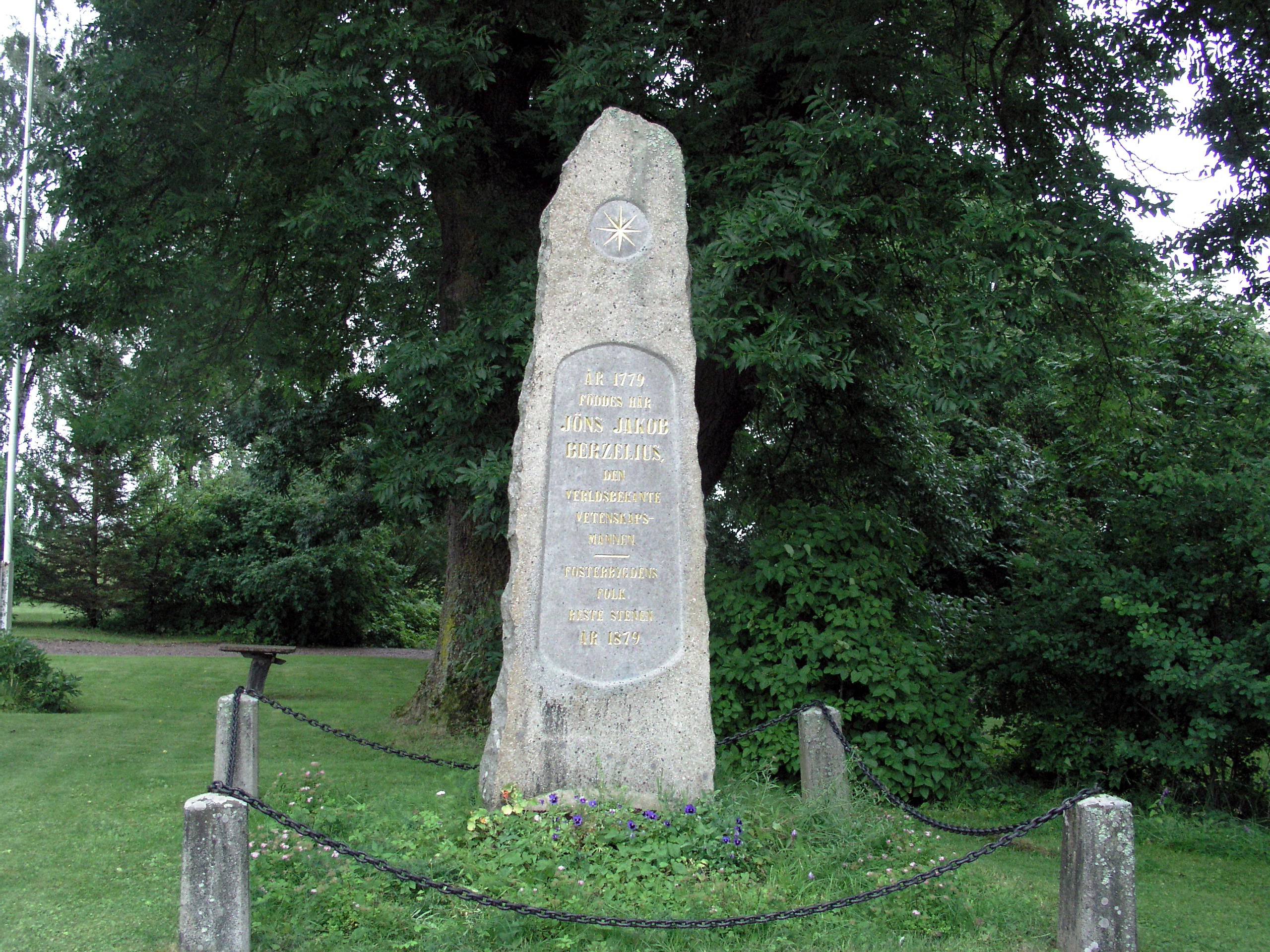
Minnessten över Jöns Jacob Berzelius.

Norr om kyrkan, utanför kyrkogården vid den så kallade Berzeliusgården, finns en minnessten över kemisten Jöns Jacob Berzelius född i Väversunda, (1779-1848). Han var en av 1800-talets stora vetenskapsmän, kemist, professor i medicin och farmaci vid kirurgiska skolan. Han införde de kemiska formelbeteckningarna.
Kyrkans mindre dopfunt i röd kalksten, tillverkad av Johannes Andersson i Vadstena 1660, finns numera deponerad i slottskapellet på Vadstena slott.